# Soledad
Soledad är en kommun och stad i norra Colombia, och är den näst största staden i departementet Atlántico. Den ligger strax söder om Barranquilla, längs Magdalenafloden, och ingår i dess storstadsområde. Antalet invånare i kommunen är 461 851.